# 할릴 무틀루
할릴 무틀루(튀르키예어: Halil Mutlu, 불가리아어: Халил Алиев 할릴 알리예프, 1973년 7월 14일~)는 튀르키예의 역도 선수이다. 올림픽에서 3연속으로 금메달을 획득한 역도 선수 5명중 한 사람이다.

## 선수 경력
1992년에 자신의 생애 첫 올림픽에 출전했고 52kg 부문에서 5위를 했다. 그는 1994년 유럽 선수권 대회와 1994년 세계 선수권 대회에서 우승했다. 1996년 54kg 부문에서 세계 챔피언이자 세계 기록 보유자 무틀루는 기존의 자신의 세계 기록을 7.5kg 늘리며 갱신했으며, 금메달을 획득했다. 그는 1999년 세계 선수권 대회에서 약 20kg 늘어난 세계 기록을 갱신하며 아드리안 지거우를 누르며 금메달을 획득했다. 그는 시드니에서 열린 2000년 하계 올림픽에서 애틀란타 올림픽보다 더 뛰어난 경기력을 선보이며 금메달을 획득했다.
무틀루는 2003년에 어깨 부상으로 고통을 겪었고 일시적으로 -62kg 체급으로 바꾸기도 했다. 2004년 아테네에서 열린 2004년 하계 올림픽 시점에서는 이미 세계 선수권 대회에서 5번 우승한 우승 후보였으며, 그는 31세의 나이로 아테네 올림픽에서 자신의 3번째 금메달을 획득했다.

## 개인사
1990년대 초반 이후부터 앙카라에 거주하고 있다.

## 같이 보기
- 올림픽 다관왕 목록